# Світовий порядок (книга)
Світовий порядок. Роздуми про характери націй в історичному контексті (англ. World Order. Reflections on the Character of Nations and the Course of History) — книга авторства американського дипломата й політолога Генрі Кіссінджера. Англійською мовою книга вийшла у 2014 році у видавництві Penguin Books Limited. Український переклад книги вийшов у видавництві «Наш формат» у 2017 році.

## Анотація
Остання з виданих книжок Генрі Кіссінджера, уславленого й суперечливого політолога, осмислює підстави сучасної кризи міжнародного права. Ставлячи під сумнів існування єдиної загальноприйнятої моделі світового порядку, у своєму історичному екскурсі він розглядає конкуренцію різноманітних варіантів світового порядку як похідну від цивілізаційних уявлень про порядок загалом. Чи можлива співпраця між державами, які мають принципово різні візії світового порядку? Як бути з недержавними акторами світової політики? Чи потребує перегляду взаємозв'язок цінностей і зовнішньої політики? Ці та інші гострі питання розглянуто в контексті можливих змін світового порядку.
По-своєму актуальна ця праця і для України, яка наполегливо шукає своє місце в мінливому світі.

## Відгуки про книжку
«Ця класична робота Кіссінджера — виняткове поєднання широкого тематичного охоплення та точності з умінням виокремлювати суттєве серед низки актуальних подій. Автор розповідає про все: від Вестфальського миру до історії розроблення мікропроцесорів, від китайського мислителя Сунь-цзи до французького політика Талейрана. Він пише навіть про твітер… Реальний діалог націй — це єдиний спосіб досягти політичного консенсусу. Книжка Генрі Кіссінджера переконливо доводить, чому ми повинні це зробити та як нам досягти успіху».
— Гілларі Клінтон, 67-ма Державний секретар США, авторка книжки «Важкі рішення»